# Mỹ Xuyên (xã)
Mỹ Xuyên là một xã thuộc huyện Mỹ Đức, thành phố Hà Nội, Việt Nam.

## Địa lý
Xã có diện tích tự nhiên 9,72 km2, dân số 13.136 người, mật độ dân số đạt 1.351 người/km2.

## Hành chính
Xã Mỹ Xuyên được thành lập ngày 01/01/2025 trên cơ sở sáp nhập toàn bộ diện tích tự nhiên là 3,91 km2, quy mô dân số là 3.967 người của xã Mỹ Thành và toàn bộ diện tích tự nhiên là 5,81 km2, quy mô dân số là 9.169 người của xã Bột Xuyên.
Trụ sở UBND xã Mỹ Xuyên được đặt tại UBND xã Mỹ Thành cũ.